# Orcheston St Mary
Orcheston St Mary var en civil parish fram till 1934 då den blev en del av Orcheston, i grevskapet Wiltshire, i England. Civil parish var belägen 18 km från Salisbury och hade 134 invånare år 1931.